# 飾りのない歌
『飾りのない歌』は、Chageの4枚目のオリジナル・アルバム。2024年8月28日に発売された。発売元はUSM JAPAN。

## 解説
2010年に発売された『&C』からおよそ14年ぶりとなるChageのオリジナル・アルバムである。
2024年7月31日に配信された表題曲の「飾りのない歌」や新曲2曲、『Chage BEST SONGS "電リク"』により選ばれ、バックバンドの1/6によりセルフカバーされた7曲を含めた計10曲を収録した45th Anniversary Album。
初回限定盤はDVDもしくはBlu-ray、オリジナルグッズ付となっている。
DVD、Blu-rayには「飾りのない歌」ミュージックビデオや、同曲作詞家の万城目学とChageとの対談や、スタジオ・ライブなどが収録されている。
9月1日からは、コンサートツアー『Chage Live Tour 2024 〜ちゃげっていうひと〜』を開催した。

## 収録曲
| #         | タイトル                          | 作詞              | 作曲              | 編曲           | 時間  |
| --------- | --------------------------------- | ----------------- | ----------------- | -------------- | ----- |
| 1.        | 「飾りのない歌」                  | 万城目学          | Chage             | 十川ともじ     | 5:05  |
| 2.        | 「Begins Now〜万華鏡の刹那〜」    | Chage、河野健太郎 | Chage、河野健太郎 | 十川ともじ     | 3:22  |
| 3.        | 「横顔の月」                      | Chage、河野健太郎 | Chage、河野健太郎 | 十川ともじ     | 5:30  |
| 4.        | 「ロマンシングヤード -1/6 ver.-」 | 秋谷銀四郎        | Chage             | 西川進         | 4:41  |
| 5.        | 「すごくこまるんだ -1/6 ver.-」   | 青木せい子        | Chage             | 力石理江       | 4:03  |
| 6.        | 「TOKYO MOON -1/6 ver.-」         | Chage             | Chage             | 力石理江       | 5:42  |
| 7.        | 「Reason -1/6 ver.-」             | 澤地隆            | Chage             | Chage with 1/6 | 4:51  |
| 8.        | 「勇気の言葉 -1/6 ver.-」         | 青木せい子        | Chage             | Chage with 1/6 | 4:53  |
| 9.        | 「equal -1/6 ver.-」              | 松井五郎          | Chage             | 西川進         | 5:25  |
| 10.       | 「SOME DAY -1/6 ver.-」           | 澤地隆            | Chage             | Chage with 1/6 | 5:58  |
| 合計時間: | 合計時間:                         | 合計時間:         | 合計時間:         | 合計時間:      | 49:30 |

### 限定盤付属DVD/Blu-ray内容
「飾りのない歌」MOVIES SELECTION
- 飾りのない歌 Music Video
- Chage × 万城目学 Special Talk

　 Documentary video of Studio Live Rec [Begins Now]
- ＜SOME DAY -1/6 ver.-＞
- ＜equal -1/6 ver.-＞
- ＜ロマンシングヤード -1/6 ver.-＞
- ＜Begins Now〜万華鏡の刹那〜＞
- ＜飾りのない歌＞
- ＜Reason -1/6 ver.-＞
- ＜すごくこまるんだ -1/6 ver.-＞
- ＜勇気の言葉 -1/6 ver.-＞
- ＜equal -1/6 ver.-＞

## 楽曲解説

### CD
1. 飾りのない歌
2024年7月31日に配信限定シングルとしてリリースされた曲。本作のタイトル・チューンにもなっている。
作詞家の万城目学はこの曲が初作詞。
2. Begins Now〜万華鏡の刹那〜
新曲。
3. 横顔の月
新曲。
4. ロマンシングヤード -1/6 ver.-
CHAGE and ASKAとして1987年10月5日に発売したシングル曲のセルフカバー。この曲のセルフカバーは2015年に発売したミニアルバム『Hurray!』以来2度目である。
5. すごくこまるんだ -1/6 ver.-
CHAGE and ASKAとして1990年8月29日に発売した13枚目のアルバム『SEE YA』収録曲のセルフカバー。
6. TOKYO MOON -1/6 ver.-
2011年9月2日に発売した4枚目のシングルのセルフカバー。
7. Reason -1/6 ver.-
CHAGE and ASKAのアルバム『SEE YA』収録曲のセルフカバー。
8. 勇気の言葉 -1/6 ver.-
MULTI MAXが1993年4月7日に発売したシングルのセルフカバー。
9. equal -1/6 ver.-
2015年9月16日に発売したミニ・アルバム『Hurray!』のセルフカバー。
10. SOME DAY -1/6 ver.-
MULTI MAXが1989年10月21日に発売したデビュー・シングルのセルフカバー。この曲のセルフカバーは1991年のCHAGE and ASKAのシングル『太陽と埃の中で(ただし、これはライブ音源を収録したもの)』、Chageの2008年のアルバム『アイシテル』、2022年の『 YOU'RE THE ONE』以来4度目である。

## 参加ミュージシャン
- Drums：沼澤尚 (#1-10)
- Bass：沖山優司 (#1-10)
- Guitars：山本タカシ (#1-10)、西川進 (#1,5)
- Keyboards：森俊之 (#1-3,6,7,9,10)、河野圭 (#1,4,5,8,9)
- Chorus：AMAZONS（大滝裕子・斉藤久美・吉川智子） (#1,3,4,6-9)、CHAGE (#1,5,8,9)
- Strings：後藤勇一郎グループ (#2)、弦一徹グループ (#5)
- Chorus Arranged by 吉川智子 (#1,3,4,6-9)